# Dereli (district)
Dereli is een Turks district in de provincie Giresun en telt 22.902 inwoners (2007). Het district heeft een oppervlakte van 845,2 km². Hoofdplaats is Dereli.
De bevolkingsontwikkeling van het district is weergegeven in onderstaande tabel.

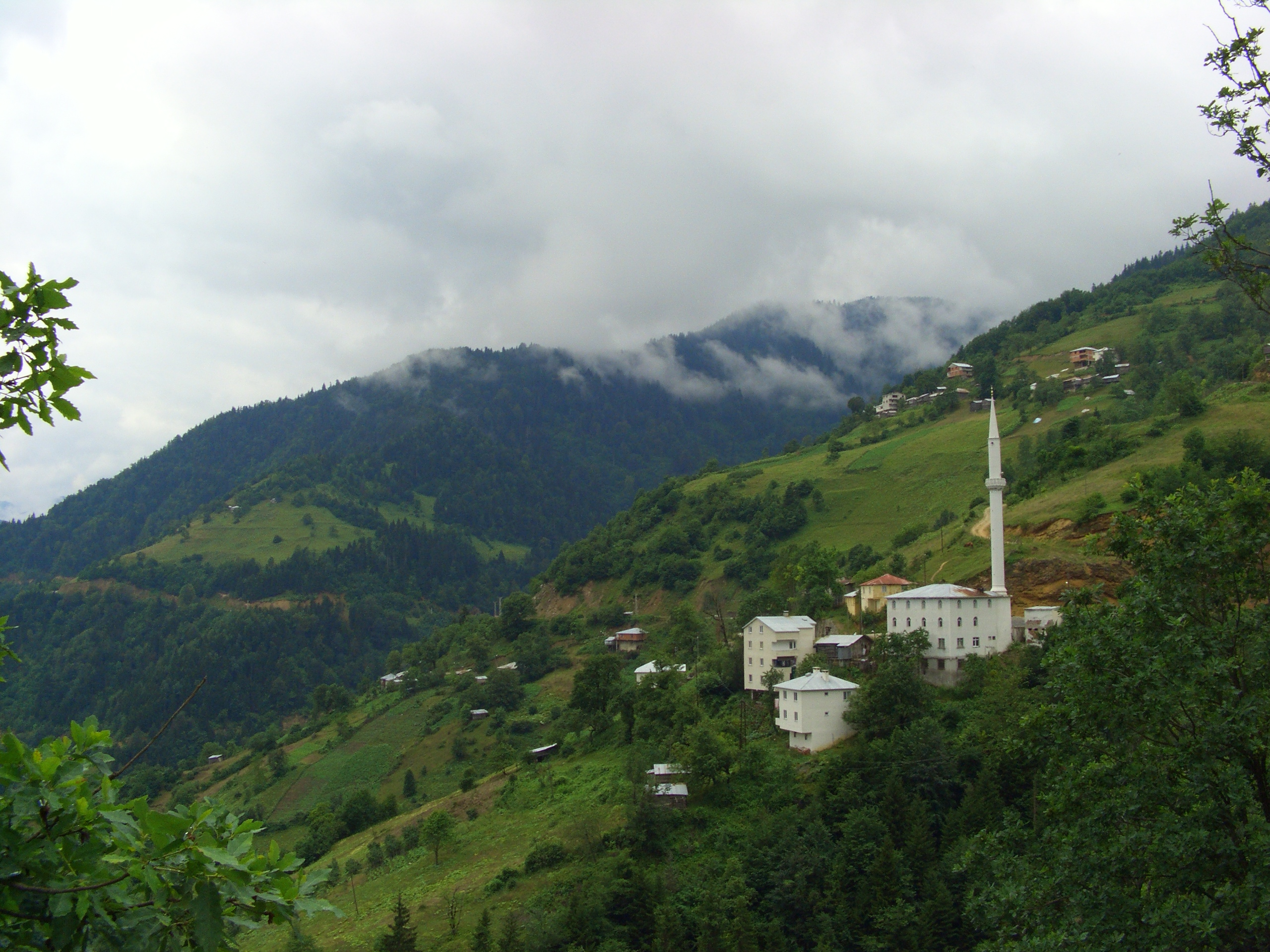
Een dorp in het Dereli district

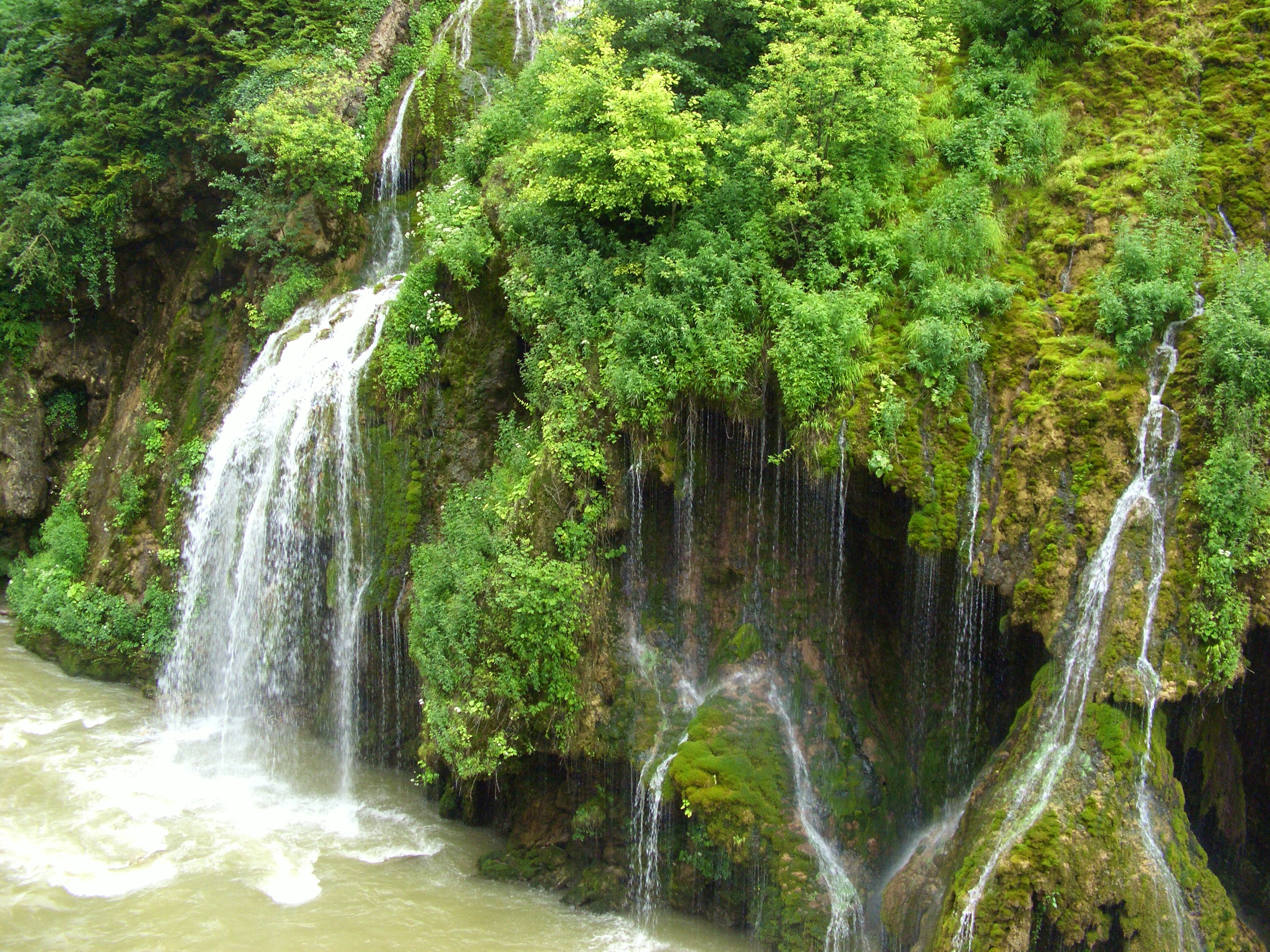
Stroomversnelling in de rivier Dereli

| 1997   | 2000   | 2007   |
| ------ | ------ | ------ |
| 27.698 | 27.860 | 22.902 |